# Richard Grasso
Pour les articles homonymes, voir Grasso.
Richard A. Grasso (né en 1946 dans le quartier de Jackson Heights, dans le Queens à New York) est président du New York Stock Exchange de 1995 à 2003. Surnommé « Dick », il est l'objet de fortes controverses pour avoir touché 140 millions de dollars (US) lors de ses fonctions.